# マヘピサ・チェリコ
マヘピサ・チェリコ（Mahepisa Tjeriko、1993年5月6日 - ）は、ウェルウィッチアスに所属するラグビーユニオン選手。

## プロフィール
- ナミビア出身[1]。
- ポジションはロック(LO)。
- 身長 197cm、体重 115kg
- ナミビア代表キャップは11（2025年2月現在）でラグビーワールドカップ2023のナミビア代表に選ばれた[2]。

## 略歴
2021年、ウェルウィッチアスに加入。